# 夺底沟

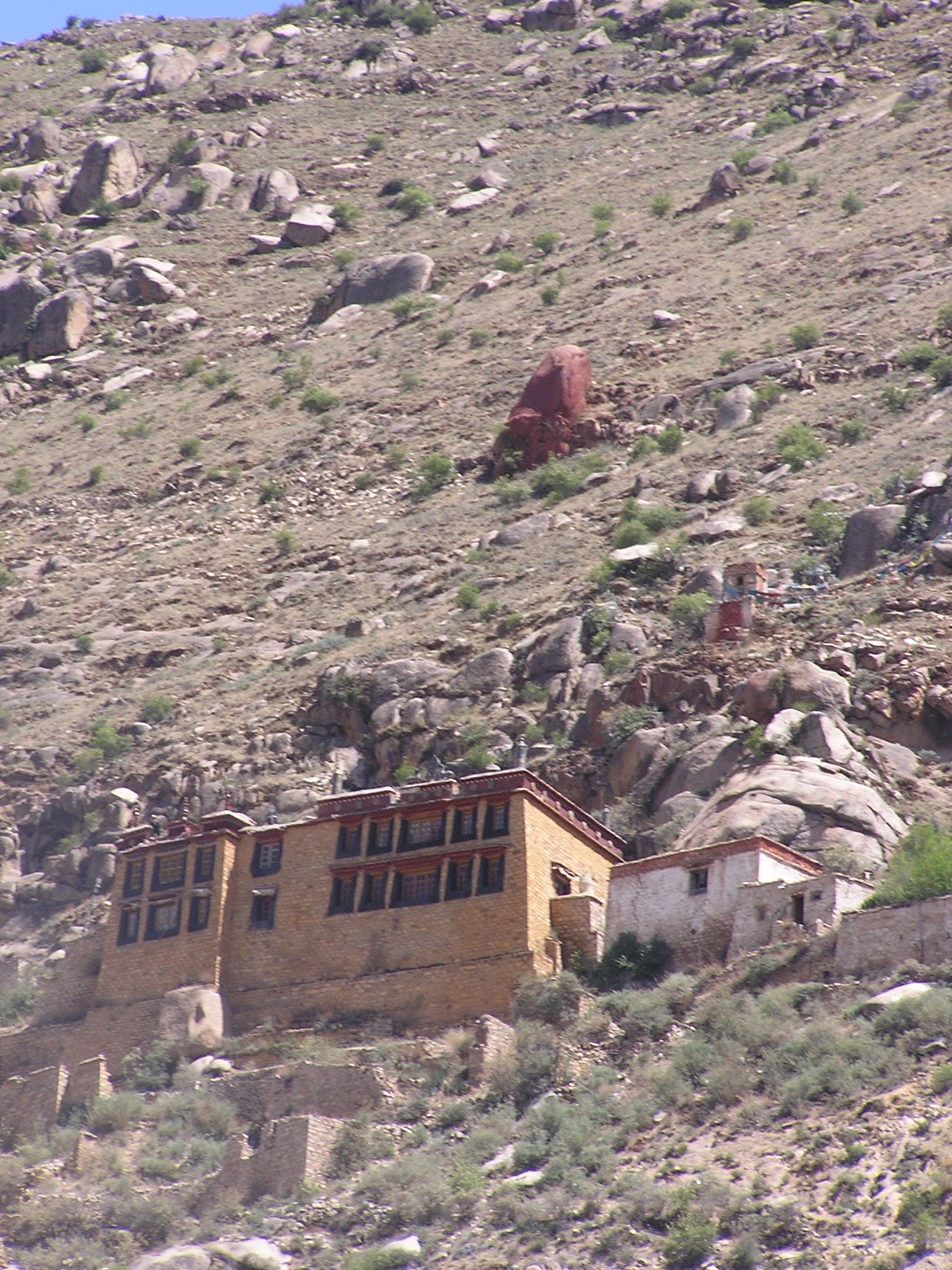
夺底沟边上的色拉乌孜寺（Sera Utsé Hermitage）

夺底沟，位于西藏自治区拉萨市城关区夺底乡。

## 简介
夺底沟位于拉萨市北郊。北依果依拉山，南临拉萨城区，距离拉萨城区7公里。夺底沟景色优美，气候温和湿润，多有梯田、果树林，地貌特征多层次，河流交错，呈多样性生态景观。
拉萨市北部的季节性河流流沙河对拉萨市区构成水患，该河水来源于娘热沟及夺底沟。为治理水患，2010年，夺底沟小流域综合治理项目通过了审查。随后动工。
夺底沟有座清真寺，名为夺底清真寺，附近也有一处穆斯林墓地。